# Sif
I nordisk mytologi er Sif gudinde af aseslægten og gift med Thor. Hun har børnene Magni, Modi, Ull og Trud. Dog er Thor ikke far til Ull. 
Sif er gudinde for slægterne og ægteskabet samt stærke afkom (børn) 
Sif skildres som en smuk kvinde, men tilbageholdende, og det er ikke meget, der berettes om hende. Sif har guldhår efter at Loke engang som en ond spøg klippede alt hendes rigtige hår af. Thor blev sur og tvang Loke til at skaffe Sif guldhår, smedet af de tre dværge Ivalde-sønnerne. Håret voksede fast på Sifs hoved og gror nu som rigtigt hår. Det berettes, at Sif foretrækker at udøve sin magi ved at bruge det gyldne hår.
Sif har sønnen Ull, men hvem der er fader til ham, fortælles ingen steder. I fortællingen om Ægirs gilde, hvor Loke sviner alle guderne til, afslører Loke, at Sif engang har været Thor utro med ham. Men ellers regnes hun som en kysk og tro hustru.
Nogle kilder beretter at Sif kan se ind i fremtiden, men dette er dog ikke nævnt i Edda-digtene. I nogle af de ældre germanske kilder bliver det nævnt, at Sif er en svane-gudinde, og at hun derfor kan antage denne form.
Sif er også en af heltinderne i Marvel Comics tegneserie ”Thor”. I 2011 filmatiseringen af tegneserien spilles Sif af skuespillerinden Jaimie Alexander.

## Eksterne links
- Valkyrietowers homepage for the goddess Sif
- Marvels homepage for Sif
- Homepage for the movie “Thor”
- Interview with actor Jaimie Alexander Arkiveret 22. februar 2020 hos  Wayback Machine